# Ольвия (порт)
ГП "СК "Ольвия" (укр. ДП «СК "Ольвія"»). — государственное предприятие "Стивидорная компания "Ольвия". Расположено в Корабельном районе Николаева, северной части Днепро-Бугского лимана.
До 18 октября 2016 года носило название ГП «СМП "Октябрьск"» (укр. ДП «СМП "Октябрьск"»). Закрытый специализированный морской порт был построен в СССР для обеспечения экспорта продукции оборонной промышленности. После распада СССР он продолжал исполнять свою функцию для экспорта оружия, но при этом стал открытым, и начал обрабатывать коммерческие товары - стальной прокат, зерно, уголь, кокс.